# Němčice (Ivančice)

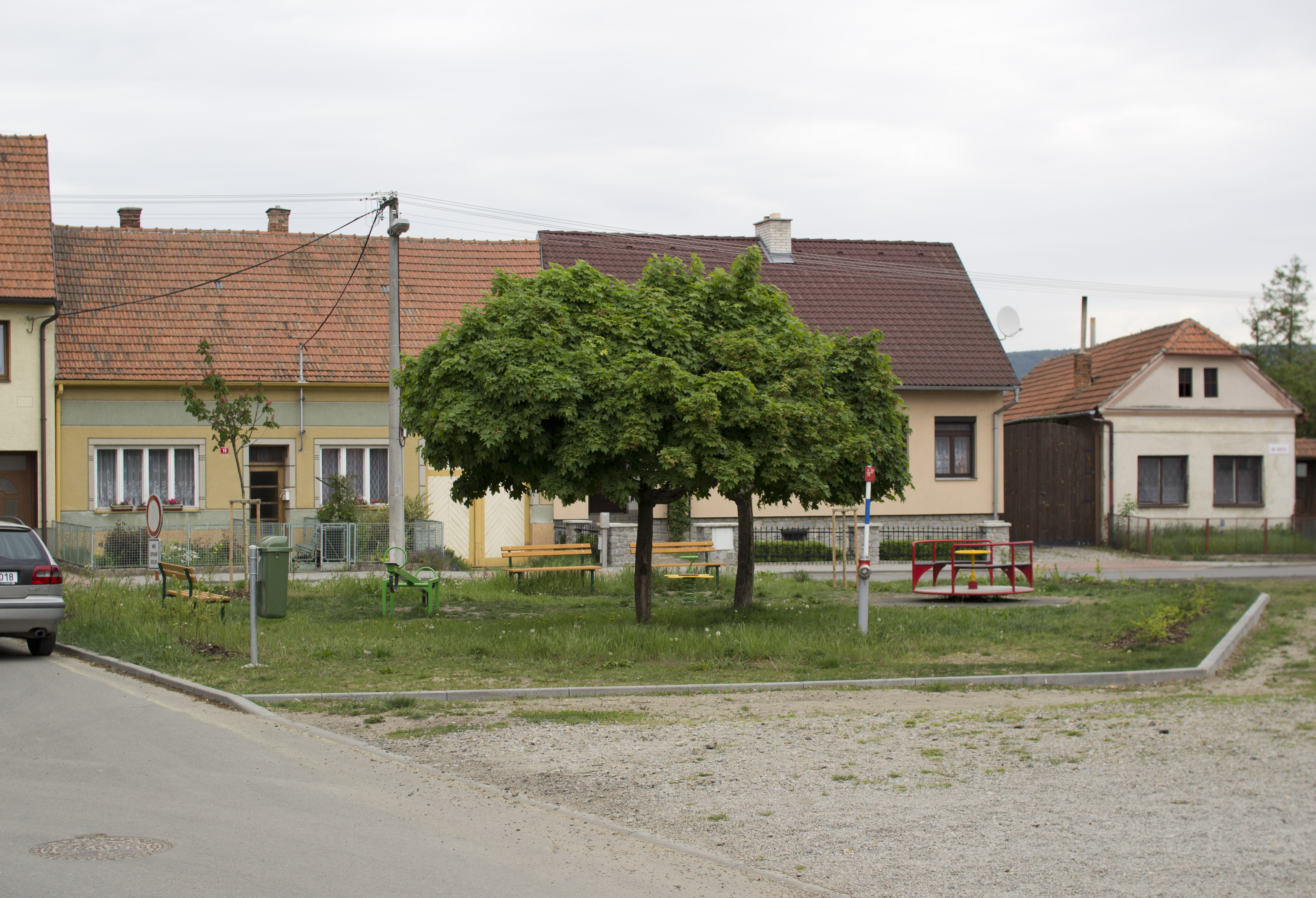
Dorfplatz

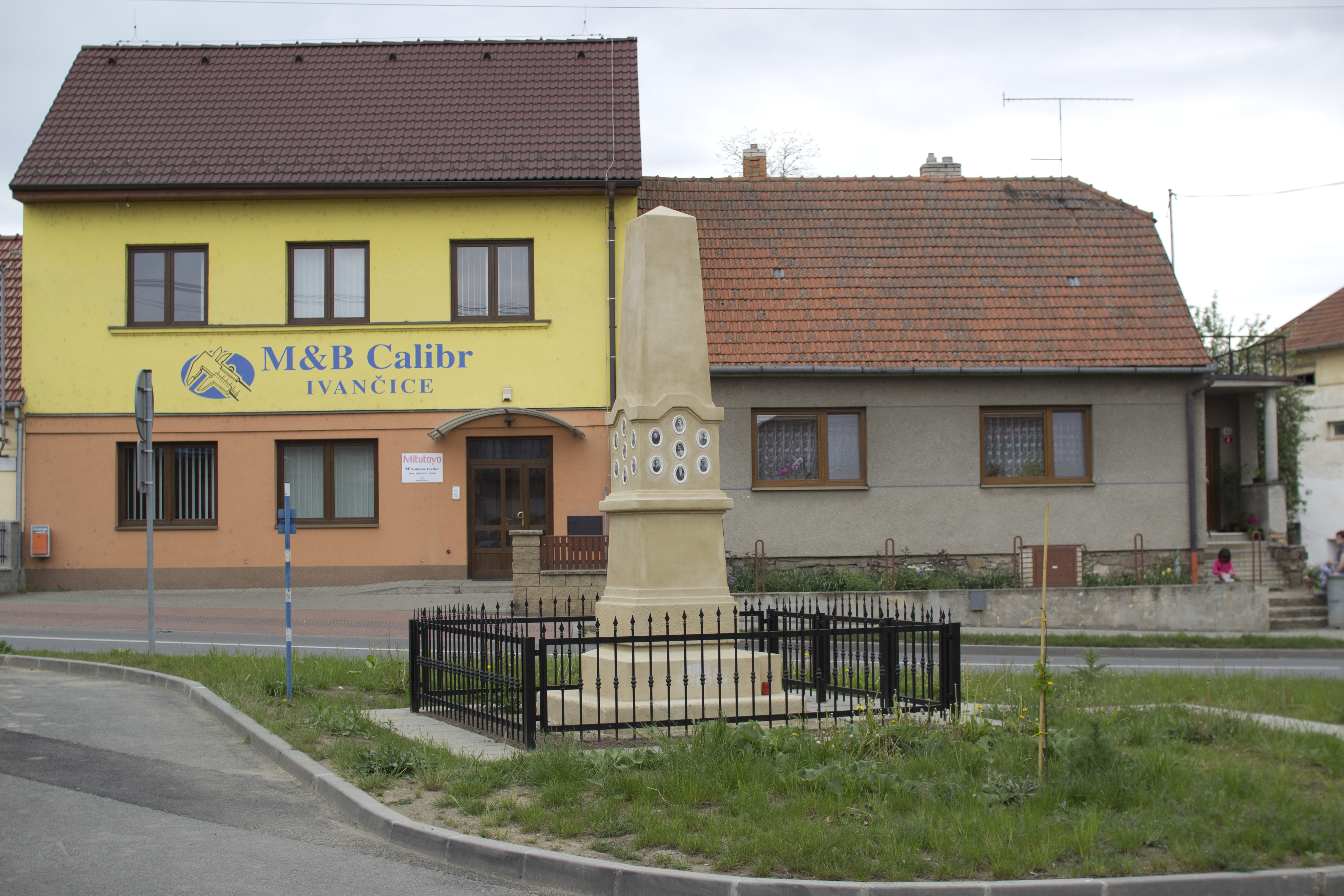
Gedenkstein für die Gefallenen des Ersten Weltkrieges

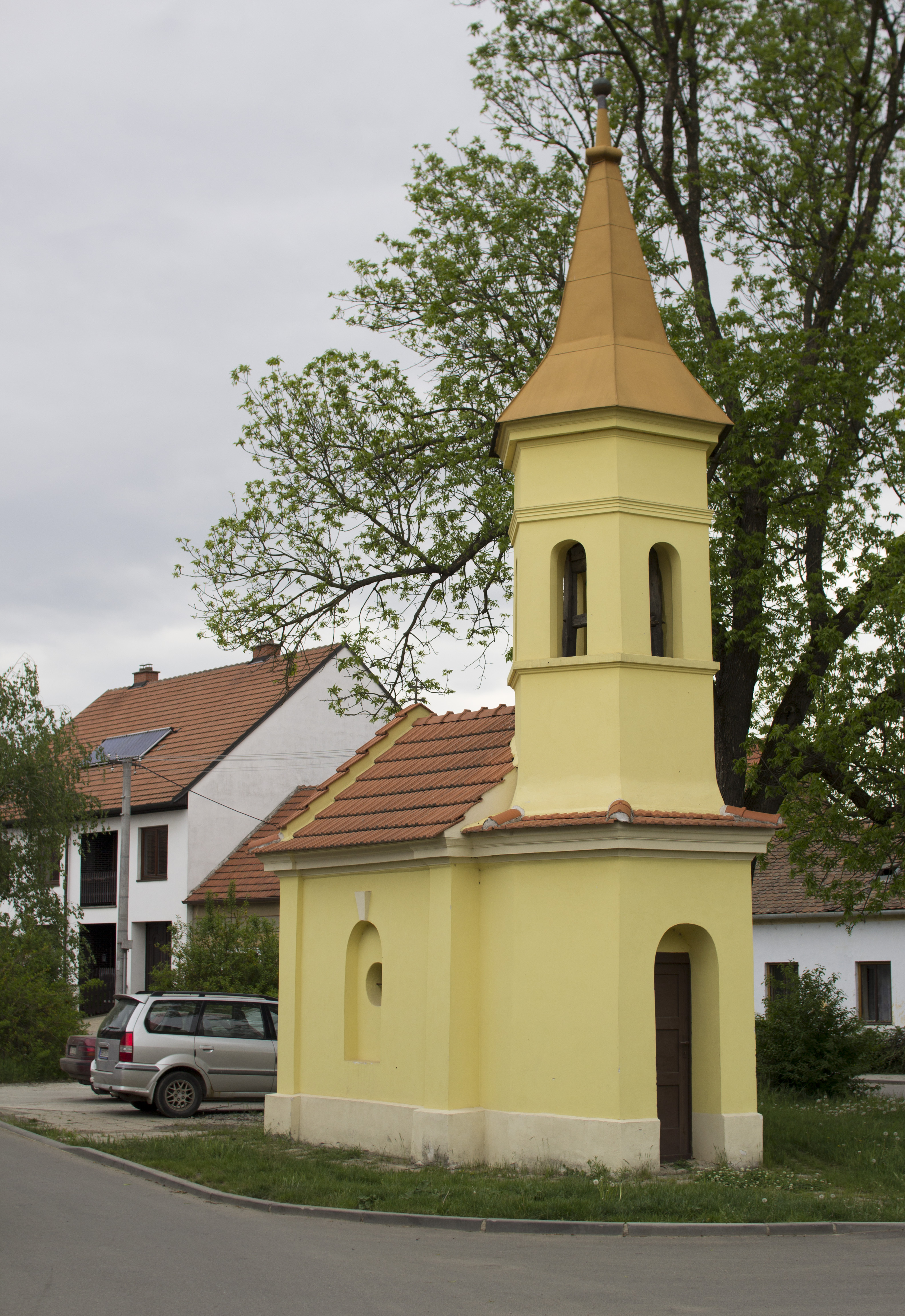
Kapelle

Němčice (deutsch Niemtschitz) ist ein Ortsteil der Stadt Ivančice in Tschechien. Er liegt einen Kilometer südwestlich des Stadtzentrums von Ivančice und gehört zum Okres Brno-venkov in Südmähren.

## Geographie
Němčice befindet sich am rechten Ufer der Jihlava – gegenüber der Einmündung der Oslava – in der Boskovická brázda (Boskowitzer Furche); östlich des Dorfes mündet die Rokytná in die Jihlava. Im Osten erhebt sich die Réna (Reinberg, 319 m n.m.), südöstlich der U Buku (Buchenberg, 382 m n.m.). Durch den Ort führt die Staatsstraße II/152 zwischen Ivančice und Dukovany. Gegen Osten und Süden erstreckt sich der Krumlovský les (Kromauer Wald). Durch das Waldgebiet verläuft die Bahnstrecke Hrušovany nad Jevišovkou–Brno, der dort gelegene Haltepunkt Němčice nad Jihlavou  wurde rückgebaut.
Nachbarorte sind Ivančice im Norden, Stříbský Mlýn und Moravské Bránice im Osten, Nové Bránice, Trboušany und Maršovice im Südosten, Stavení, Hubertus und Vedrovice im Süden, Budkovice und Alexovice im Südwesten sowie Letkovice im Westen.  

## Geschichte
Erstmals urkundlich erwähnt wurde das Dorf im Jahre 1355. Ludwig von Weimislitz überließ 1359 seinen Besitz in Weimislitz und Němčic mit Ausnahme des Wittums seiner Frau Elisabeth dem Czesniek von Leipa auf Burg Krumlov. Später wurde das Dorf der Herrschaft Oslawan zugeschlagen. Peter Ernst von Mollart verkaufte Oslawan mit allem Zubehör, darunter Niemczicz 1712 an die Zisterzienserinnenabtei Maria Saal in Altbrünn. Nach deren Aufhebung im Zuge der Josephinischen Reformen fielen die Oslawaner Güter 1782 dem Religionsfonds zu, der sie 1789 erblich an Johann Nepomuk von Scharff verpachtete. Im Jahre 1800 kaufte Scharff die Herrschaft. 
Im Jahre 1835 bestand das im Brünner Kreis an der Handelsstraße von Schwarzkirchen nach Mährisch Budwitz gelegene Dorf Niemtschitz bzw. Niemczyce aus 78 Häusern, in denen 420 Personen lebten. Im Ort gab es ein Branntweinhaus sowie eine Mühle mit einem stattlichen Wirtshaus. Pfarrort war Eibenschitz. Bis zur Mitte des 19. Jahrhunderts blieb Niemtschitz der Allodialherrschaft Oslawan untertänig.
Nach der Aufhebung der Patrimonialherrschaften bildete Němčice / Niemtschitz ab 1849 eine Gemeinde im Gerichtsbezirk Eibenschitz. Ab 1869 gehörte das Dorf zum Bezirk Brünn; zu dieser Zeit hatte Němčice 692 Einwohner und bestand aus 87 Häusern. Zwischen 1867 und 1870 erfolgte der Bau der Bahnstrecke Wien–Brünn durch den Kromauer Tiergarten; auf Budkowitzer Gemarkung wurden am Buchenberg zwei Eisenbahntunnels (Buchenberg- und Reinbergtunnel) angelegt. Im Jahre 1900 lebten in Němčice 733 Personen; 1910 waren es 836. 1920 wurde die Gemeinde dem neu geschaffenen Okres Brno-venkov zugeordnet. Beim Zensus von 1921 lebten in den 182 Häusern des Dorfes 900 Personen, darunter 885 Tschechen und 7 Deutsche. Im Jahre 1930 hatte Němčice 1051 Einwohner und bestand aus 213 Häusern. Nach der deutschen Besetzung gehörte die Gemeinde Němčice / Niemtschitz von 1939 bis 1945 zum Protektorat Böhmen und Mähren. Im Jahre 1948 wurde Němčice in den Okres Rosice umgegliedert. Die Eingemeindung nach Ivančice erfolgte 1949. 1950 lebten in Němčice 950 Personen. Im Zuge der Gebietsreform und der Aufhebung des Okres Rosice kam das Dorf am 1. Juli 1960 zum Okres Brno-venkov zurück. Beim Zensus von 2001 lebten in den 248 Häusern von Němčice 724 Personen. In Němčice gibt es eine Grundschule und ein Kindergarten.

## Ortsgliederung
Der Ortsteil Němčice besteht aus den Grundsiedlungseinheiten Němčice und Záhumenice. Der Ortsteil bildet den Katastralbezirk Němčice u Ivančic.

## Sehenswürdigkeiten
- Kapelle, auf dem Dorfplatz
- Gedenkstein für die Gefallenen des Ersten Weltkrieges, auf dem Dorfplatz
- Bildstock, an der Kreuzung südlich des Dorfplatzes
- Steinernes Kreuz, am Abzweig nördlich des Dorfplatzes, geschaffen 1887